# Jerzy Wojnar
Jerzy Wojnar (7 de octubre de 1930-2 de febrero de 2005) fue un deportista polaco que compitió en luge en la modalidad individual. Ganó tres medallas en el Campeonato Mundial de Luge entre los años 1958 y 1962.

## Palmarés internacional
| Campeonato Mundial | Campeonato Mundial | Campeonato Mundial | Campeonato Mundial |
| Año                | Lugar              | Medalla            | Prueba             |
| ------------------ | ------------------ | ------------------ | ------------------ |
| 1958               | Krynica (Polonia)  | Medalla de oro     | Individual         |
| 1961               | Girenbad (Suiza)   | Medalla de oro     | Individual         |
| 1962               | Krynica (Polonia)  | Medalla de plata   | Individual         |